# Marian Bielewicz (przyrodnik)

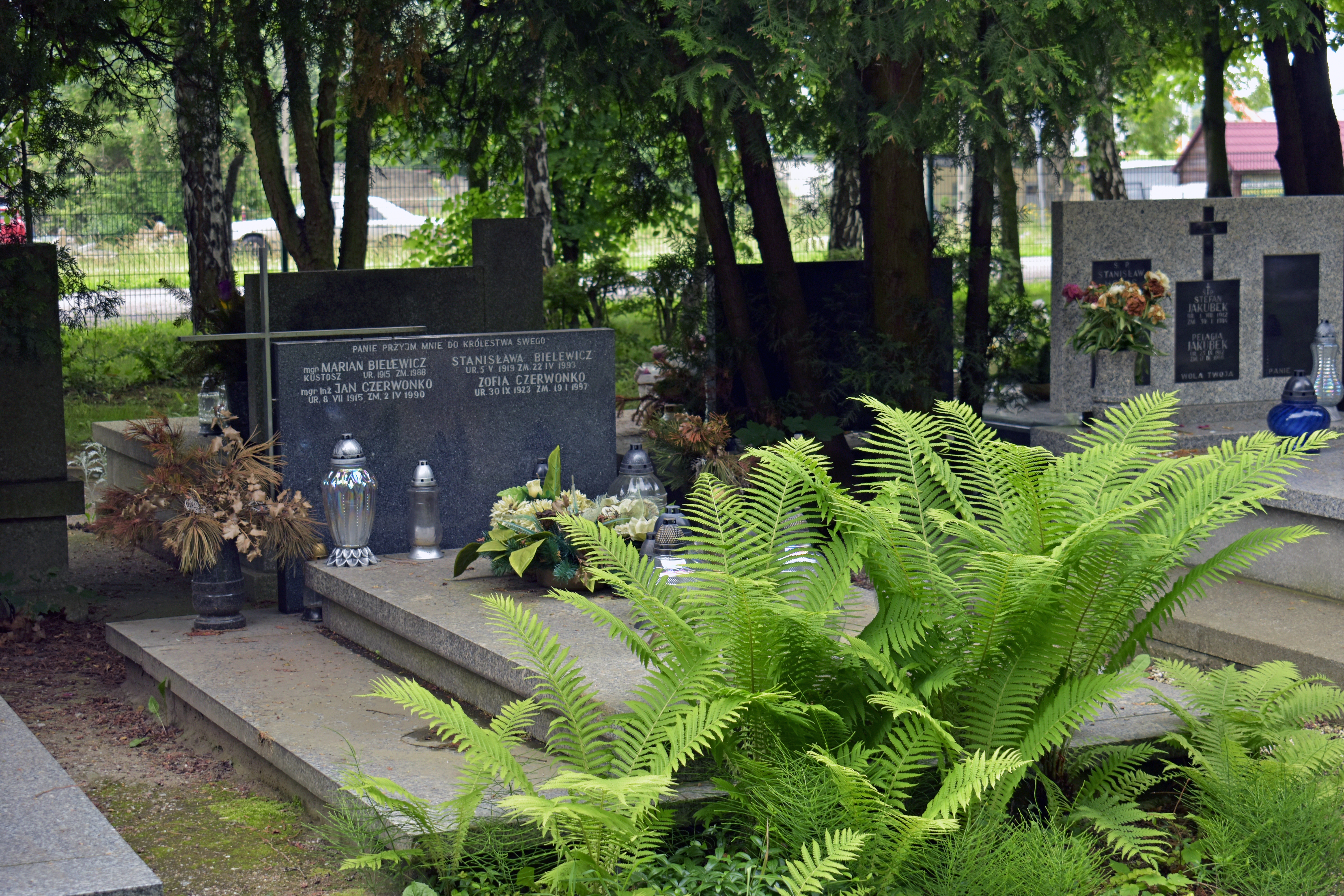
Grób Mariana Bielewicza
Kraków, cmentarz Grębałów

Marian Bielewicz (ur. 19 sierpnia 1915 w Starych Stawach, zm. 17 lipca 1988 w Bytomiu) – polski przyrodnik, entomolog-lepidopterolog.

## Życiorys
Po ukończeniu w 1935 gimnazjum w Oświęcimiu wyjechał do Krakowa, gdzie studiował na Uniwersytecie Jagiellońskim. W latach 1933–1937 współpracował ze Zdzisławem Stuglikiem z Oddziału Przyrodniczego Muzeum Śląskiego w zakresie badań nad fauną motyli polskiej części Górnego Śląska. Od 1938 współpracował z rozgłośnią radiową w Krakowie, gdzie prowadził pogadanki przyrodnicze, w tym samym roku został prezesem Koła Przyrodników Studentów Uniwersytetu Jagiellońskiego. Naukę przerwał wybuch II wojny światowej, tytuł magistra uzyskał w 1951 przedstawiając pracę o morfologii samczych narządów zapachowych motyli nocnych. Od marca 1945 pracował w Muzeum Śląskim w Bytomiu, również w 1945 został członkiem Wojewódzkiej Rady Łowieckiej Polskiego Związku Łowieckiego w Katowicach oraz Ligi Ochrony Przyrody. Od podstaw zorganizował Dział Przyrody, którym kierował przez trzydzieści siedem lat. Od 1950 do 1962 był łowczym powiatowym w Bytomiu, od 1961 był zastępcą łowczego wojewódzkiego w Zarządzie Wojewódzkim Polskiego Związku Łowieckiego w Katowicach. W 1957 należał do grona założycieli Górnośląskiego Oddziału Polskiego Związku Entomologicznego. Od 1962 założył i redagował pierwszą serię Rocznika Muzeum Górnośląskiego w Bytomiu, w tym samym roku został przewodniczącym Oddziału Górnośląskiego Polskiego Związku Entomologicznego i funkcję tę piastował aż do śmierci. Po II wojnie światowej kontynuował rolę popularyzatora zagadnień przyrodniczych, współpracował z rozgłośnią radiową w Katowicach, a także w tamtejszym oddziałem Telewizji Polskiej. W 1982 przeszedł na emeryturę.
Zmarł 17 lipca 1987, został pochowany na cmentarzu Grębałowskim.

## Dorobek naukowy
Marian Bielewicz był autorem 20 publikacji, w 7 oryginalnych opracowań naukowych, w tym monografii Motyle większe Bieszczadów Zachodnich i Pogórza Przemyskiego wydanej w Bytomiu w 1974, opublikował kilku artykułów historycznych oraz katalogów wystaw, a także kilkudziesięciu artykułów popularnonaukowych z zakresu przyrody, muzealnictwa i łowiectwa. Badał faunę motyli okolic Oświęcimia, Kamiennej Góry w Ligocie Dolnej i Bieszczadach Zachodnich.

## Odznaczenia
- Złota odznaka Zasłużony w rozwoju województwa katowickiego (1975),
- Złota odznaka Polskiego Towarzystwa Entomologicznego (1972),
- Złota Odznaka Polskiego Związku Łowieckiego (1961),
- Srebrna odznaka Ligi Ochrony Przyrody (1968).